# Вальдерребольйо
Вальдерребольйо (ісп. Valderrebollo) — муніципалітет в Іспанії, у складі автономної спільноти Кастилія-Ла-Манча, у провінції Гвадалахара. Населення — 51 особа (2010).
Муніципалітет розташований на відстані близько 95 км на північний схід від Мадрида, 42 км на північний схід від Гвадалахари.

## Демографія
Динаміка населення (INE ):

## Галерея зображень

Розташування муніципалітету у провінції Гвадалахара